# عشاء ربانی سیاه
عشای شیطانی (به انگلیسی: Black Mass) یک فیلم درام، جنایی آمریکایی به نویسندگی مارک مالوک و جز باترورث و کارگردانی اسکات کوپر است که در ۱۸ سپتامبر ۲۰۱۵ اکران شد. این فیلم زندگی واقعی جیمز بالجر، تبهکار مخوف بوستون را روایت می‌کند. در این فیلم بازیگرانی همچون جانی دپ، کوین بیکن، بندیکت کامبربچ، جوئل اجرتون، سینا میلر و داکوتا جانسون ایفای نقش می‌کنند. این فیلم بر اساس کتاب غیر داستانی عشاء ربانی سیاه جیمز بالجر در سال ۲۰۰۱ ساخته شده‌است.

## خلاصه داستان
در جنوب بوستون سال ۱۹۷۰، مأمور اف‌بی‌آی جان کانلی (جوئل اجرتون)، تبهکار ایرلندی وایتی بالجر (جانی دپ) را ترغیب به همکاری با اف‌بی‌آی و از بین بردن دشمنی مشترک یعنی گروه مافیای ایتالیایی کردند. این اثر درام داستان واقعی اتحادی را نشان می‌دهد که از کنترل خارج شده و به وایتی اجازهٔ فرار از اجرای قانون و تحکیم قدرت را داد، که بدین سبب او تبدیل به یکی از قدرتمندترین و خطرناک‌ترین تبهکارها در بوستون شد.

## تهیه و تولید

### بازیگران
در ۲۲ می ۲۰۱۴، بندیکت کامبربچ برای نقش ویلیام «بیلی» بالجر جایگزین گای پیرس شد. در ۱۰ ژوئن، اعلام شد که جرمی استرانگ در این فیلم بازی خواهد کرد. در ۱۴ ژئن، جیمز روسو برای نقش اسکات گریولا، یک مأمور اف‌بی‌آی، به تیم ملحق شد. در ۲۶ ژوئن، کوین بیکن برای نقش چارلز مک گوئر، مأمور ویژه اق بی آی در بوستون انتخاب شد. در ۱ ژوئن، دیوید هاربور نیز برای بازی در نقش جان ماریس، یک مأمور فاسد اف‌بی‌آی معرفی شد.
نقش جان کانولی (دستیار وایتی بالجر) و همسر اول او، ماریانا به ترتیب به جوئل اجرتون و جولین نیکولسون رسید. اجرتون با مطالعه فیلم‌های قدیمی از مأمور اف‌بی‌آی قبل از دستگیری، با نقشش آشنا شد. در مصاحبه‌ای با وال استریت ژورنال، اجرتون فاش کرد که از ملاقات با جان کانولی واقعی امتناع کرده؛ زیرا کانولی «یک نسخه از رویدادها را داشت و فیلم یک نسخه دیگر.»
جانی دپ نیز برای آمادگی، به مطالعه تحقیقات و فیلم‌های صوتی پلیس دربارهٔ بالجر پرداخت. او بشدت تمایل داشت زندگی جنایی و شخصی رهبر گنگ بوستون را به نمایش بگذارد. برای این هدف، دپ برای ملاقات با بالجر رفت ولی موفق نشد و درعوض با وکیل بالجر، جی کارنی صحبت کرد. کارنی چندبار در صحنه فیلمبرداری ظاهر شد تا به دپ برای ایفای نقش وایتی بالجر کمک کند.

## بازخوردها و نظرات
در راتن تومیتوز، طبق ۱۷ مرور، این فیلم ۷۶ درصد رأی آورد و نمره متوسط ۶/۱۰ را کسب کرد. در متاکریتیک نیز طبق ۱۱ نقد، از ۱۰۰، ۷۱ نمره گرفت.
جانی دپ در نقش وایتی بالجر تحسین بسیاری را برانگیخت و عده زیادی این نقش را بهترین بازی او تاکنون دانستند. تاد مک‌کارتی علاوه بر تحسین فیلم، بازی دپ را کاملاً متقاعدکننده و ترسناک دانست. اریک کان نیز از دپ تعریف کرد ولی تأکید کرد هم اجرای دپ و هم کارگردانی کوپر برای نمایش میراث جنایی بالجر و تلقین این حس که هیچ عدالتی نمی‌تواند اثرشان را پاک کند" مؤثر بود. اسکات فانداس، عشای شیطانی را یک درام جنایی ظریف نامید و اجرای دپ در این فیلم را با نقش‌های ابتدایی او برای تیم برتون مقایسه کرد.
آلونسو دورالدو اجرای دپ را ستود ولی نسبت به سرعت فیلم و حضور کوتاه بعضی شخصیت‌های حمایتی نظر چندان مثبتی نداشت. نیکولاس باربر از بی‌بی‌سی نیز، بعضی از داستان‌های فرعی فیلم به خصوص نقش بندیکت کامبربچ به عنوان بیلی بالجر را غیرضروری دانست و بیان کرد که این فیلم اصلاً بد نیست ولی به عنوان یک داستان واقعی مهم، متأسفانه عالی نیست. در نقدهای منفی، فرد تاپل به عشاء ربانی سیاه لقب «گند سیاه» را داد. او از فیلم‌نامه انتقاد کرد و بیان کرد زیادی شبیه فیلم رفقای خوب است. او نوشت: مشخص است که فیلم سازان می‌خواستند این را به رفقای خوب تبدیل کنند و سعی داشتند این داستان شبیه یک ماجرای گنگستری بامزه، شوک‌آور و فریبنده باشد.